# Tampin (district)
Tampin is een district in de Maleisische deelstaat Negeri Sembilan.
Het district telt 85.000 inwoners op een oppervlakte van 880 km².